# نظرية مؤامرة منشأ الإيدز من اللقاح الفموي لشلل الأطفال
تفترض نظرية مؤامرة منشأ الإيدز من اللقاح الفموي لشلل الأطفال أن جائحة الإيدز أتت من اللقاح الحي لشلل الأطفال الذي حُضّر في وسط أنسجة الشامبانزي وأُعطي إلى ما يقارب مليون أفريقي بين عامي 1957 و1960 في حملة تطعيم أو تلقيح جموعي تجريبي.
تناقض البيانات التحليلية في البيولوجيا الجزيئية ودراسات علم الوراثة العرقي فرضية منشأ الإيدز من اللقاح الفموي لشلل الأطفال، بناءً على ذلك هناك إجماع علمي فيما يخص الفرضية أنها غير ثبتة. وصفت دورية  نيتشر الفرضية على أنها «مدحوضة».

## خلفية حول لقاحات شلل الأطفال
استُخدم لقاحان حول العالم للتغلب على شلل الأطفال. يُعد لقاح شلل الأطفال الأول الذي طوّره جوناس سولك لقاح شلل أطفال غير مفعّل (IPV)، يحوي على مزيج من ثلاث سلالات حادة ومثارة من الفيروسة السنجابية (فيروس شلل الأطفال)، نُمّيت في مزرعة أحد أنماط نسج كلية القرد (خط خلية فيرو)، وعولجت بالفورمالين لجعلها غير معدية. أما اللقاح الثاني، اللقاح الفموي لشلل الأطفال (OPV)، هو لقاح مهون حي، أنتج من خلال تمرير الفيروس في خط خلوي غير بشري عند درجة حرارة تحت وظيفية. ينتج عن تمرير الفيروس طفرات في الجينوم الفيروسي، فتعوّق قدرة الفيروس على إعداء النسج العصبية. 
استُخدم كلا اللقاحين على مدى عقود لتحفيز مناعة تجاه الفيروس ومن أجل وقف انتشار العدوى. من ناحية أخرى، للقاح الفموي لشلل الأطفال العديد من المنافع، لأن اللقاح يُطبق في السبيل الهضمي، لذا يحاكي على وجه قريب العدوى الطبيعية، ويؤمن اللقاح الفموي لشلل الأطفال مناعة طويلة الأمد، ويُحفّز إنتاج الأجسام المضادة المعدّلة للفيروس في البلعوم والأحشاء. لذا لا يمنع اللقاح الفموي لشلل الأطفال المرض فحسب، وإنما عند إعطائه بالجرعات الكافية، بإمكانه أن يوقف وقوع الوباء المهدد. تتضمن المنافع الأخرى للقاح الفموي لشلل الأطفال سهولة الإعطاء والكلفة المنخفضة وملاءمته لحملات التطعيم أو التلقيح الجموعي.

### اللقاح الفموي لشلل الأطفال
طوّرت العديد من المجموعات اللقاح الفموي لشلل الأطفال في أواخر خمسينيات القرن الماضي، من بينها المجموعات التي قادها كل من ألبرت سابين وهيلاري كوبروفسكي وهيرالد ريا كوكس. وُثّق استخدام سلالة الفيروسة السنجانبية من النمط الأول التي تُدعى SM في عام 1954. وثق كوبروفسكي استخدام شكل أقل خباثة من السلالة SM عام 1957. كان اسم سلالة اللقاح «تشات» نسبةً إلى «تشارلتون» وهو اسم طفل تبرع بعينات حاملة للفيروسات السلفية. اختُبرت لقاحات كل من سابين وكوبروفسكي وكوكس سريريًا على الملايين من الأفراد ووُجد أنها آمنة وفعالة. وبسبب ظهور تأثيرات جانبية أقل في التجارب على القردة عند اختبار لقاح سابين في مطالع ستينيات القرن العشرين، رُخّص لقاحه في الولايات المتحدة الأمريكية ودعمته منظمة الصحة العالمية. 
بين عامي 1957 و1960، أُعطي لقاح كوبروفسكي لما يقارب مليون شخص على الأراضي البلجيكية، التي هي حاليًا جمهورية الكونغو الديمقراطية وراوندا وبوروندي. في عام 1960، كتب كوبروفسكي في الصحيفة البريطانية الطبية:
«توسعت تجارب الكونغو البلجيكية بشكل واسع. تقوم العديد من حملات التلقيح المتزايدة في العديد من مقاطعات الكونغو البلجيكية برفع عدد الأفراد المتلقين للقاح وزيادتهم إلى الملايين».
نشر أيضًا كوبروفسكي ومجموعته سلسلة من التقارير التفصيلية حول تلقيح 76,000 طفل دون خمس السنوات (بالإضافة إلى البالغين الأوروبيين) في منطقة ليوبولدفيل (كينشاسا حاليًا) في كونغو البلجيكية بين عامي 1958 و1960. بدأت هذه التقارير بنظرة عامة إلى جانب مراجعة لأمان اللقاح وفعاليته، ثم تقرير متابع على مدار 21 شهر وتقرير نهائي.

## تطور الفرضية
في عام 1987، تواصل بلين إلسوود مع الصحفي توم كورتيز بشأن «القصة القنبلة» حول اللقاح الفموي لشلل الأطفال ومرض الإيدز. نشر كورتيز مقالًا حول الفرضية في مجلة رولينغ ستون في عام 1992. قاضى هيلاري كوبروفسكي المجلة والصحفي توم كورتيز ردًّا على ذلك بدعوى التشهير. نشرت المجلة توضيحًا أشاد بكوبروفسكي ومفاده:
«يرغب محررو مجلة رولينغ ستون التوضيح أنهم لم يقصدوا قط في هذه المقالة اقتراح وجود أي دليل علمي، بل وليس لديهم أي دليل علمي أن الدكتور كوبروفسكي، العالم البارز، كان في الواقع مسؤولًا عن إدخال الإيدز إلى المجتمع الإنساني أو أنه والد الإيدز» 
فُرض على مجلة رولينغ ستون دفع دولار أمريكي واحد على الأضرار، في حين تكبّدت 500,000 دولار أمريكي كرسوم قانونية للدفاع عن القضية.
اعتقد بعض العلماء، بشكل بارز عالم الأحياء دبليو. دي. هاملتون، أن الفرضية بحاجة إلى سلسلة من التحريات، إلا أنهم لم يلقَوا إلا القليل من الدعم من المجتمع العلمي.
استفاض الصحفي إدوارد هوبر بشرح الفرضية في كتابه النهر الذي نُشر عام 1999. ثم توسع هوبر أكثر في ادعاءاته ضمن اجتماع عقد في الجمعية الملكية بلندن عام 2000، إلا أن هذه الادعاءات دحضتها لاحقًا مجموعة من العلماء الذين حضروا الاجتماع. في عام 2001، رد كوبروفسكي لاحقًا بإنشاء دحض مفصل للنقاط المذكورة في الكتاب والحوار الذي دار في الجمعية الملكية. في عام 2004، عُرض منشأ الإيدز، وثائقي فرنسي داعم لفرضية اللقاح الفموي لشلل الأطفال، على العديد من المحطات التلفزيونية حول العالم. 

في عام 2003، نشر هوبر تصريحات إضافية دعمت فرضيته في مقال في مجلة لندن ريفيو أوف بوكس. وشمل ذلك روايات من مقابلة مع جاك كانياما، هو فنيّ في مخبر فيروسات في ستانليفيل (المختبر الطبي في ستانليفيل (LMS)) المسؤول عن اختبار لقاح «تشات» وإجراء المجموعة الأولى من عمليات التلقيح، حيث أشار إلى مراقبة بول أوسترريث إنتاج دفعات من اللقاح «تشات». علاوة على ذلك، يُقال إن فيليب إيليبي، فني في مختبر الأحياء الدقيقة، قد ذكر أن مزارع الأنسجة أُنتجت من شمبانزي ليندي. نفى أوسترريث هذه الادعاءات وذكر أن هذا العمل لم يكن ممكنًا في هذا المختبر، قائلًا:
« لم أحاول في أي وقت من الأوقات إنتاج مزارع الخلايا من أنسجة الشمبانزي. بالإضافة إلى ذلك، أود أن أقول بشكل قاطع إنه لم يُنتج أي لقاح لشلل الأطفال أو بالإمكان إنتاجه في ستانليفيل، نظرًا إلى أن الوسائل لم تكن كافية تمامًا لإنتاج أو مراقبة اللقاح»